# Julius Klausner

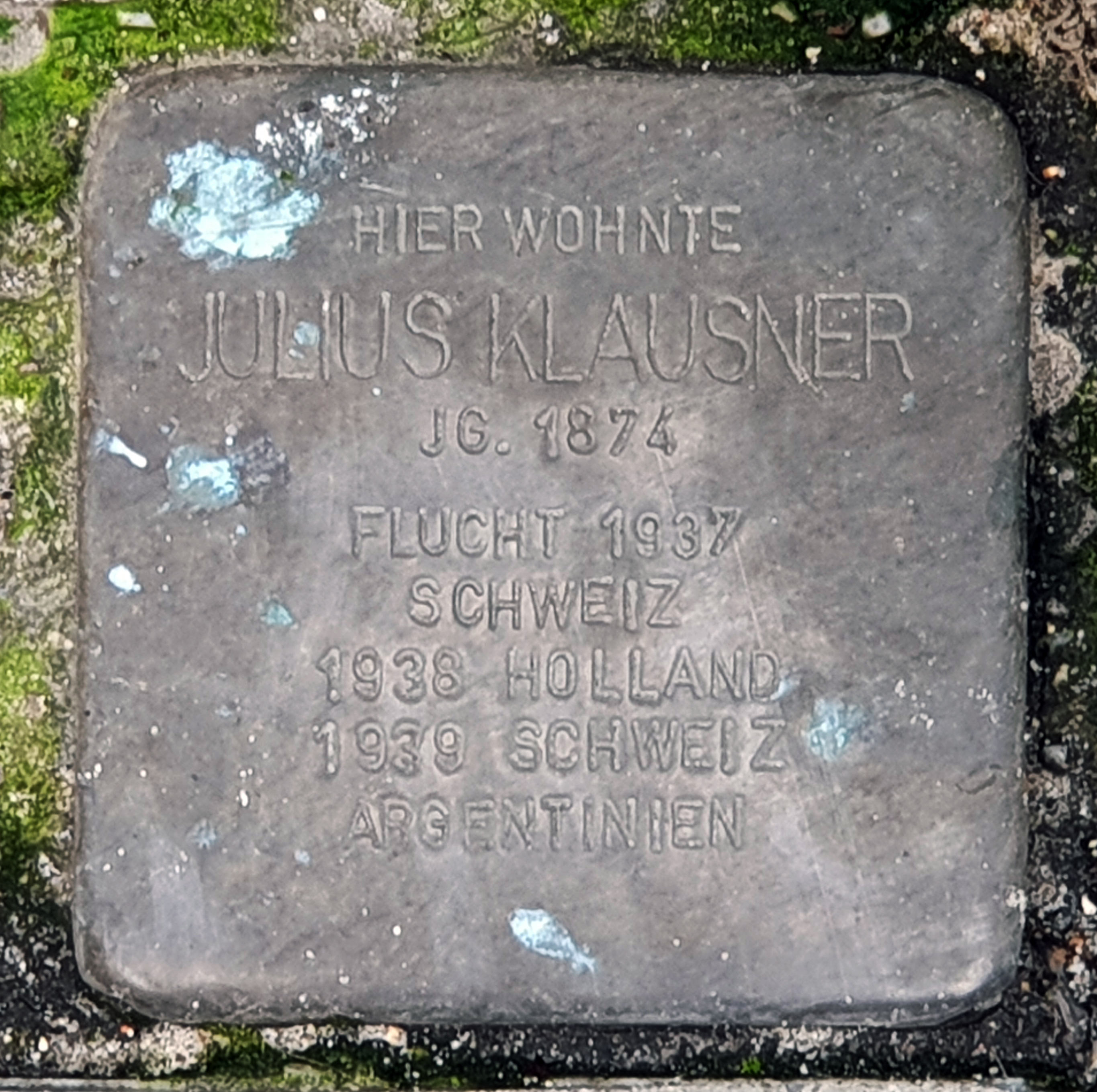
Stolperstein in der Fasanenstraße 83 in Berlin-Charlottenburg

Julius Klausner (geboren als Jehuda Klausner am 10. März 1874 in Tarnów, Galizien, Österreich-Ungarn; gestorben am 8. September 1950 in Buenos Aires, Argentinien) war der Begründer des Schuhhauses Leiser.

## Leben
Klausner wuchs in einer jüdischen Familie in Galizien auf. Sein Vater war Jakob Klausner. Jehuda hatte sechs Geschwister, der Bruder Otto Klausner wurde ebenfalls Schuhhändler (Bottina).
Von 1885 bis 1891 machte er eine Lehre in einem Wiener Schuhgeschäft und kam 1889 nach Berlin. 1891 gründete er zusammen mit Hermann Leiser, der bis dahin Eierhändler war, ein Schuhgeschäft in der Oranienstraße in Berlin-Kreuzberg. Ab 1898 war er alleiniger Eigentümer, nachdem er Dora Leiser (1882–1959) geheiratet hatte. Julius Klausner eröffnete weitere Geschäfte und wurde zum größten Schuhunternehmer in Berlin. Seine Firma verfügte schließlich über 33 Filialen.
Seine geschäftlichen Grundorientierungen waren billige Preise, Flexibilität, und Kundenfreundlichkeit.
Ab 1933 verkaufte Julius Klausner gezwungenermaßen 75 Prozent seiner Geschäfte an den deutschen Unternehmer Bahner. 1938 floh er zunächst in die Schweiz, dann nach Buenos Aires. 
1945 erhielt er fünfzig Prozent seines ehemaligen Geschäftsbesitzes in Deutschland zurück, blieb aber in Argentinien. Dort starb er 1950.
Er wurde entsprechend seinem Wunsch auf dem jüdischen Friedhof in der Heerstraße in Berlin bestattet.
Julius Klausner war mit seiner Cousine Dora Leiser, der Tochter seines Geschäftspartners Hermann Leiser, verheiratet. Sie hatten drei Töchter. Margot wurde Filmproduzentin in Israel.
Die Erben verkauften 1970 ihren Anteil am Schuhhaus Leiser an die Familie Bahner.

## Ehrungen
Schuhhaus Leiser
In der Firmengeschichte des Schuhhauses Leiser wird Julius Klausner als der Gründer immer ausführlich gewürdigt.
Stolperstein
In der Fasanenstraße in Berlin-Charlottenburg liegt ein Stolperstein vor seinem letzten Wohnhaus, das nicht mehr besteht.
Bezirksmuseum Kreuzberg-Friedrichshain
Im Bezirksmuseum Friedrichshain-Kreuzberg wird über Julius Klausner und sein erstes Schuhgeschäft in der Oranienstraße auf einer Ausstellungstafel berichtet.